# Ralfs Zazerskis
Ralfs Zazerskis (* 28. März 2004) ist ein lettischer Hürdenläufer, der sich auf die 110-Meter-Distanz spezialisiert hat.

## Sportliche Laufbahn
Erste internationale Erfahrungen sammelte Ralfs Zazerskis im Jahr 2023, als er bei der 2. Liga der Team-Europameisterschaft im Rahmen der Europaspiele in Chorzów mit 14,53 s auf den fünften Platz im B-Lauf über 110 m Hürden gelangte. 
In den Jahren 2023 und 2024 wurde Zazerskis lettischer Hallenmeister über 60 m Hürden.

## Persönliche Bestleistungen
- 110 m Hürden: 14,34 s (+1,9 m/s), 31. Mai 2023 in Cēsis
  - 60 m Hürden (Halle): 7,97 s, 17. Februar 2024 in Valmiera